# Cattedrale del Nome di Gesù
La cattedrale del Nome di Gesù è una chiesa barocca, che si trova nel centro di Bonn, sulla Bonngasse. La chiesa è di proprietà del Land della Renania Settentrionale-Vestfalia.

## Nome
La denominazione si riferisce alla festa del Santissimo nome di Gesù, che fu ammessa nel calendario liturgico della Chiesa latina nel 1721 da Papa Innocenzo XIII su richiesta dell'imperatore Carlo VI.

## Storia
La chiesa del Nome di Gesù fu costruita tra il 1686 e il 1717. Nel 1717 fu consacrata dall'arcivescovo di Colonia, l'elettore Giuseppe Clemente di Baviera. La chiesa servì i gesuiti, che si erano stabiliti a Bonn dal 1594, come collegiata.
Dopo la partenza dei gesuiti nel 1774 l'edificio rimase vuoto. Durante il cosiddetto "periodo francese" l'interno fu usato come stalla per cavalli e alloggio per soldati.
Dal 1877 al 1934, servì la Chiesa vetero-cattolica come chiesa parrocchiale. In seguito fu utilizzata come una chiesa cattolica dell'Università, in cui predicò l'allora professore di teologia a Bonn Joseph Ratzinger dall'inizio degli anni sessanta del XX secolo.
Infine fu sede del culto della parrocchia cattolica della scuola superiore. Dopo che l'Arcidiocesi di Colonia ha dismesso l'uso della chiesa nel 2007, questa sarà probabilmente assicurata nel 2011 da una fondazione di parte vetero-cattolica per un futuro uso liturgico.

## Architettura
Paul Clemen giudicò la costruzione come segue: "La chiesa è una delle più interessanti chiese dei Gesuiti della Germania del nord in cui elementi gotici e romanici si trovano quasi improvvisamente dopo le forme barocche."
Questa chiesa fu costruita su progetto di Giacomo de Candrea nello stile del cosiddetto "gotico gesuitico", di stile barocco che combina elementi di altri stili.